# Lilly Truscott
Lillian "Lilly" Truscott is een personage in de Hannah Montana-mediafranchise, gespeeld door Emily Osment. Ze is de beste vriend van Miley Stewart en vriendin van Oliver Oken. Onder de alias Lola Luftnagle, is ze ook goede vrienden met Hannah Montana en een deel van haar entourage. Lilly/Lola is enorm verliefd op Orlando Bloom in de aflevering "The Test Of My Love", en vertelt Miley dat ze "de Lilly Bloom" zal zien toen ze Orlando uiteindelijk ontmoette. Ze speelt ook een centrale rol in de film Hannah Montana: The Movie.

## Ontwikkeling
Het personage werd oorspronkelijk genaamd Lilly Romero en toen in Lilly Truscott veranderd. Miley Cyrus deed eerst auditie voor de rol, maar werd uiteindelijk gecast voor de hoofdpersoon. Emily Osment deed daarna auditie voor de rol van Lilly.

## Achtergrond
Lilly is geboren en groeide op in Californië en in haar kindertijd was ze vrienden met Oliver. Ze ontmoette Oliver in de kleuterschool en ze is sindsiden beste vrienden met hem. In "Judge Me Tender" beschrijft ze hem als een dode net toen ze hem voor het eerst ontmoette. Ze woonde met haar moeder Heather Truscott (Heather Locklear) in Malibu. Heather verschijnt in een aflevering, "Lilly's Mom Has Got It Goin' On", waar ze kort date met Miley's vader Robby. Lilly's ouders zijn gescheiden en haar vader is een boekhouder. In het eerste seizoen beweert Lilly te beschikken over een broer, maar dit wordt door haar tegengesproken in seizoen drie. In "Miley Get Your Gum," verwijst Lilly naar de hamster van haar broer. Echter, in de aflevering "Cheat it" zegt Lilly tegen Miley: "Soms wou ik dat ik een broer had, daarom kom ik hier. Allemaal beter!" In de aflevering "The Wheel Near My Bed (Keeps on Turnin')" trekt Lilly bij de Stewarts in, toen haar moeder een baan kreeg in Atlanta. Maar nadat ze hoort dat Miley niet wil dat ze bij hen verblijft, gaat ze bij haar vader verblijven in Kenneths (Jon Cryer) appartement alleen om het daar erger te vinden dan bij de Stewarts. Zodra Lilly en Miley het goedmaken, gaat Lilly terug naar het verblijf in het huis van de Stewarts.
Lilly en Miley zijn beste vrienden sinds ongeveer groep 8. Ze ontdekt Miley's geheim in de pilotaflevering, "Lilly, Do You Wanna Know a Secret?" toen sloop ze Hannah's kleedkamer in na een concert en ze ziet de geluksarmband die ze Miley eerder had gegeven in de aflevering. Hoewel Lilly een relatie heeft met Oliver, kijkt ze ook naar andere jongens. In "Once, Twice, Three Times Afraidy", keek ze naar Tim, een oude vriend van het kamp, waardoor Oliver aan het bespioneren was via de zijkant van een menu. Ook in "He Could Be The One", gaf ze advies aan Miley onder vermelding van "Welke keuze u ook maakt, het komt goed ... let's face it, ze zijn allebei prachtig!", waardoor Oliver boos werd. Anders dan dat, blijft ze altijd trouw aan hem.

## Lola Luftnagle
Om Miley te helpen haar geheim te behouden, woont Lilly haar bij bij alle Hannah Montana-evenementen in een vermomming en doet ze zich voor als metgezel en Hannah's assistent "Lola Luftnagle". Lilly komt eerst met de naam "Lola LaFonda" voor haar alter ego in de aflevering "Miley Get Your Gum", maar ze zou later Luftnagle gebruiken in "It's My Party And I'll Lie If I Want To" en die naam wordt gebruikt in alle volgende afleveringen. Lilly beweert dat Lola de dochter is van "oliebaron Rudolph Luftnagle, [en] zus van socialites Bunny en Kiki Luftnagle."
In tegenstelling tot Lilly, die veel truien/jasjes, sneakers/sandalen en sportieve broeken draagt, draagt Lola zeer strakke kleren die felle kleuren hebben. Emily Osment zei ooit in een backstage interview dat Lola een aantal zeer strakke broeken draagt die onmogelijk te zitten, Lola draagt veel sieraden zoals ringen, kettingen, oorbellen en armbanden. Lola draagt meestal een korte, fel gekleurde, pruik, maar in seizoen 3 is de pruik een beetje langer dan de pruiken gebruikt in seizoen 1 en 2. In de meeste afleveringen Lola draagt een verschillend gekleurde pruik, van wit naar rood naar paars naar roze naar blauw (in een aflevering Traci Van Horne Lola verwijst als een "bittere anime karakter"). Emily Osment heeft gezegd dat Lola ongeveer uit 80 pruiken kon kiezen, en dat haar persoonlijke favorieten de paarse en witte pruiken zijn. Lola gaat niet uit met Mike (Stanley, alter ego van Oliver) zoals gezegd in "He Could Be The One". In plaats daarvan is ze aan het daten met Justin Timberlake, volgens een internetgerucht en ze heeft 'geen idee' wie het gerucht begonnen is. Emily Osment zei in een backstage interview dat ze meer als Lola is dan Lilly en dat ze van Lola's kleren houdt en wil dat ze ze gewoon wilt houden. Ashleigh en Molly Luftnagle, Ashleigh gespeeld door Emily Osment en Molly gespeeld door Miley Cyrus, maar de twee hebben geen enkele relatie met Lola. Lola verscheen niet in Hannah Montana: The Movie.